# SS La Touraine
La SS La Touraine, dal nome dell'antica provincia francese della Turenna, è stata una nave passeggeri adibita a rotte transatlantiche, in servizio dal 1891 al 1923.
All'epoca del varo era la quinta nave più grande nave al mondo. Durante la prima guerra mondiale il suo porto di partenza è stato spostato da Le Havre a Bordeaux fino al 1919; inoltre nel 1912, la La Touraine compì alcuni viaggi speciali in Canada, sulla rotta tra Le Havre e Halifax. L'ultimo viaggio è stato effettuato nel settembre 1922 e la nave è stata demolita nell'ottobre 1923.
Inoltre, alle 7:00 del mattino del venerdì 12 aprile 1912, la La Touraine diede l'allarme (molto prima del Titanic) dello stato dei ghiacci nell'Oceano Atlantico, circa 60 ore prima della collisione fatale. Il messaggio fu trasmesso al capitano Edward John Smith del Titanic, il segnale poi fu pubblicato nella bacheca della sala nautica degli ufficiali.